# چاتری سوفونپانیچ
چاتری سوفونپانیچ (ชาตรี โสภณพนิช) (زاده ۲۸ فوریه ۱۹۳۴ - درگذشته ۲۴ ژوئن ۲۰۱۸) کارآفرین، سرمایه‌دار و بانکدار تایلندی بود، که به‌عنوان مدیر عامل اجرایی و رئیس هیئت مدیره بانکوک بانک فعالیت می‌کرد.